# Liste der Kulturdenkmäler in Hattenheim
Die folgende Liste enthält die in der Denkmaltopographie ausgewiesenen Kulturdenkmäler auf dem Gebiet des Ortsteils Hattenheim der  Stadt Eltville am Rhein, Rheingau-Taunus-Kreis, Hessen.
Hinweis: Die Reihenfolge der Denkmäler in dieser Liste orientiert sich an der Anschrift, alternativ ist sie auch nach der Bezeichnung, der vom Landesamt für Denkmalpflege vergebenen Nummer oder der Bauzeit sortierbar.
Kulturdenkmäler werden fortlaufend im Denkmalverzeichnis des Landes Hessen durch das Landesamt für Denkmalpflege Hessen auf Basis des Hessischen Denkmalschutzgesetzes (HDSchG) geführt. Die Schutzwürdigkeit eines Kulturdenkmals hängt nicht von der Eintragung in das Denkmalverzeichnis des Landes Hessen oder der Veröffentlichung in der Denkmaltopographie ab.

## Liste

### Ortskern
| Bild                                   | Bezeichnung                            | Lage                      | Beschreibung | Bauzeit | Objekt-Nr. |
| -------------------------------------- | -------------------------------------- | ------------------------- | --- | ------- | ---------- |
| Gesamtanlage Alter Ortskern Hattenheim | Gesamtanlage Alter Ortskern Hattenheim | Hattenheim, Ortskern Lage | Burggraben, Dekan-Schumann-Straße, Eberbacher Straße, Fischergasse, Georg-Müller-Straße, Hauptstraße, Hinterhausenstraße, Kornmarktstraße, Paulinenstraße, Pfarrgässchen, Rheinstraße, Schlossergasse, Weinbergstraße |         | 118888 DDB |

### Burggraben
| Bild             | Bezeichnung                       | Lage                                                    | Beschreibung                                                         | Bauzeit                | Objekt-Nr. |
| ---------------- | --------------------------------- | ------------------------------------------------------- | -------------------------------------------------------------------- | ---------------------- | ---------- |
| Brunnen          | Brunnen                           | Hattenheim, Burggraben LageFlur: 14, Flurstück: 130/1   | Gusseiserner Pumpenbrunnen auf dem Platz vor dem ehemaligen Rathaus. | um 1900                | 118890 DDB |
| weitere Bilder   | Ehemaliges Rathaus                | Hattenheim, Burggraben 1 LageFlur: 14, Flurstück: 42    |                                                                      | erbaut 1719            | 118838 DDB |
| Bild gesucht BW  | Wohnhaus                          | Hattenheim, Burggraben 5 LageFlur: 14, Flurstück: 46    |                                                                      | 2. Hälfte des 19. Jhs. | 118711 DDB |
| weitere Bilder   | Hattenheimer Burg                 | Hattenheim, Burggraben 9 LageFlur: 14, Flurstück: 63/2  | Burg mit Wohnturm.                                                   | um 1118                | 118839 DDB |
| Bild gesucht BW  | Fachwerkwohnhaus ("Hofmannshaus") | Hattenheim, Burggraben 11 LageFlur: 14, Flurstück: 63/2 |                                                                      | erbaut 1686            | 118712 DDB |
| Bild gesucht BW  | Fachwerkwohnhaus                  | Hattenheim, Burggraben 13 LageFlur: 14, Flurstück: 74/1 |                                                                      | 17. Jh.                | 118713 DDB |
| Bild gesucht BW  | Fachwerkwohnhaus                  | Hattenheim, Burggraben 15 LageFlur: 14, Flurstück: 75/1 |                                                                      |                        | 118714 DDB |
| Fachwerkwohnhaus | Fachwerkwohnhaus                  | Hattenheim, Burggraben 20 LageFlur: 14, Flurstück: 5/6  | Wappenschild mit Jahreszahl 1570                                     |                        | 118715 DDB |
| Bild gesucht BW  | Fachwerkwohnhaus                  | Hattenheim, Burggraben 22 LageFlur: 14, Flurstück: 2/3  |                                                                      | 17. Jh.                | 118716 DDB |

### Eberbacher Straße
| Bild             | Bezeichnung      | Lage                                                                  | Beschreibung                                                                                    | Bauzeit            | Objekt-Nr. |
| ---------------- | ---------------- | --------------------------------------------------------------------- | ----------------------------------------------------------------------------------------------- | ------------------ | ---------- |
| Wohnhaus         | Wohnhaus         | Hattenheim, Eberbacher Straße 3 LageFlur: 14, Flurstück: 37/1         | Gründerzeitliches Wohnhaus                                                                      | erbaut 1900        | 118840 DDB |
| Bild gesucht BW  | Fachwerkwohnhaus | Hattenheim, Eberbacher Straße 6 LageFlur: 15, Flurstück: 48           | Fachwerkwohnhaus                                                                                | erbaut 1707        | 118841 DDB |
| weitere Bilder   | Wilhelmj-Haus    | Hattenheim, Eberbacher Straße 7 LageFlur: 15, Flurstück: 252/7        | Ehemaliges Wohn- und Geschäftshaus des Weinhändlers August Wilhelmj.                            | 1872.              | 118842 DDB |
| Bild gesucht BW  | Wohnhaus         | Hattenheim, Eberbacher Straße 8 LageFlur: 15, Flurstück: 47/1         |                                                                                                 | Mitte des 18. Jhs. | 118844 DDB |
| Weingut Doufrain | Weingut Doufrain | Hattenheim, Eberbacher Straße 11 LageFlur: 15, Flurstück: 9/1         | Seit 1724 Sitz des Weingutes                                                                    |                    | 118846 DDB |
| Bild gesucht BW  | Fachwerkwohnhaus | Hattenheim, Eberbacher Straße 12 LageFlur: 15, Flurstück: 32/2        |                                                                                                 | 16./17. Jh.        | 118847 DDB |
| Bild gesucht BW  | Wohnhaus         | Hattenheim, Eberbacher Straße 15 LageFlur: 15, Flurstück: 10/1        | Hofreite                                                                                        | frühes 18. Jh.     | 118848 DDB |
| weitere Bilder   | Altes Abtshaus   | Hattenheim, Eberbacher Straße 18 LageFlur: 15, Flurstück: 277/26      | Eingang bezeichnet mit 1710. In der Hofmauer Abtswappen des Eberbacher Abtes Adolph Dreimühlen. |                    | 118891 DDB |
| weitere Bilder   | Brunnen          | Hattenheim, Eberbacher Straße (L 3320) LageFlur: 15, Flurstück: 103/9 | Brunnenstock um 1800, Schale aus neuerer Zeit                                                   |                    | 118889 DDB |

### Eisenbahnstraße
| Bild           | Bezeichnung                    | Lage                                                           | Beschreibung | Bauzeit                 | Objekt-Nr. |
| -------------- | ------------------------------ | -------------------------------------------------------------- | --- | ----------------------- | ---------- |
| Villa Helene   | Villa Helene                   | Hattenheim, Eisenbahnstraße 4 LageFlur: 12, Flurstück: 420/194 | Klassizistische Villa | 2. Hälfte des 19. Jhs.  | 118843 DDB |
| weitere Bilder | Ehemaliges Gasthaus Winzerhaus | Hattenheim, Eisenbahnstraße 8 LageFlur: 12, Flurstück: 324/187 | Aufgrund eines Wappensteins des Eberbacher Abtes Hermann Hungrighausen fälschlicherweise als Eberbacher Hof bezeichnetes Wohnhaus | vermutl. frühes 19. Jh. | 118849 DDB |

### Erbacher Landstraße
| Bild            | Bezeichnung | Lage                                                            | Beschreibung            | Bauzeit | Objekt-Nr. |
| --------------- | ----------- | --------------------------------------------------------------- | ----------------------- | ------- | ---------- |
| Bild gesucht BW | Wohnhaus    | Hattenheim, Erbacher Landstraße 9 LageFlur: 15, Flurstück: 17/3 | Traufständiges Wohnhaus |         | 118850 DDB |

### Georg-Müller-Straße
| Bild             | Bezeichnung      | Lage                                                              | Beschreibung               | Bauzeit | Objekt-Nr. |
| ---------------- | ---------------- | ----------------------------------------------------------------- | -------------------------- | ------- | ---------- |
| Fachwerkwohnhaus | Fachwerkwohnhaus | Hattenheim, Georg-Müller-Straße 2 LageFlur: 14, Flurstück: 262/51 |                            | um 1700 | 118851 DDB |
| Bild gesucht BW  | Hof Greiffenclau | Hattenheim, Georg-Müller-Straße 3 LageFlur: 14, Flurstück: 60/5   | Wappen mit 1527 bezeichnet |         | 118875 DDB |

### Kornmarktstraße
| Bild            | Bezeichnung  | Lage                                                          | Beschreibung | Bauzeit    | Objekt-Nr. |
| --------------- | ------------ | ------------------------------------------------------------- | ------------ | ---------- | ---------- |
| Bild gesucht BW | Fachwerkhaus | Hattenheim, Kornmarktstraße 1 LageFlur: 15, Flurstück: 39/1   |              | um 1550/51 | 118882 DDB |
| Bild gesucht BW | Wohnhaus     | Hattenheim, Kornmarktstraße 3 LageFlur: 15, Flurstück: 263/44 |              | um 1700    | 118883 DDB |

### Mühlpfad
| Bild            | Bezeichnung               | Lage                                                  | Beschreibung    | Bauzeit | Objekt-Nr. |
| --------------- | ------------------------- | ----------------------------------------------------- | --------------- | ------- | ---------- |
| Bild gesucht BW | Ehemaliges Domänenweingut | Hattenheim, Mühlpfad 3 LageFlur: 13, Flurstück: 178/5 | Verwaltergehöft | 1904    | 119049 DDB |

### Rheinstraße
| Bild                                | Bezeichnung                         | Lage                                                       | Beschreibung                                                                      | Bauzeit | Objekt-Nr. |
| ----------------------------------- | ----------------------------------- | ---------------------------------------------------------- | --------------------------------------------------------------------------------- | ------- | ---------- |
| Rheinhaus des Schönborn’schen Hofes | Rheinhaus des Schönborn’schen Hofes | Hattenheim, Rheinstraße 14 LageFlur: 14, Flurstück: 285/93 | Weingut aus der 1. Hälfte des 18. Jhs. 1896 Erwerb durch die Grafen von Schönborn |         | 118884 DDB |

### Waldbachstraße
| Bild            | Bezeichnung                                   | Lage | Beschreibung                        | Bauzeit   | Objekt-Nr. |
| --------------- | --------------------------------------------- | --- | ----------------------------------- | --------- | ---------- |
| Bild gesucht BW | Arbeiterwohnhäuser des ehem. Domänenweingutes | Hattenheim, Waldbachstraße 8–14a LageFlur: 13, Flurstück: 178/10, 178/14, 178/15, 178/17, 178/18, 178/19 | Arbeiterwohnungen für acht Familien | nach 1904 | 118892 DDB |

### Weinbergstraße
| Bild            | Bezeichnung      | Lage                                                                            | Beschreibung | Bauzeit | Objekt-Nr. |
| --------------- | ---------------- | ------------------------------------------------------------------------------- | ------------ | ------- | ---------- |
| Bild gesucht BW | Fachwerkwohnhaus | Hattenheim, Weinbergstraße 1, Hauptstraße 2 LageFlur: 15, Flurstück: 21, 256/19 |              |         | 118886 DDB |

### Wilhelmstraße
| Bild           | Bezeichnung      | Lage                                                     | Beschreibung | Bauzeit | Objekt-Nr. |
| -------------- | ---------------- | -------------------------------------------------------- | ------------ | ------- | ---------- |
| weitere Bilder | Friedhofskapelle | Hattenheim, Wilhelmstraße LageFlur: 13, Flurstück: 234/2 |              | um 1824 | 118885 DDB |

### Außerhalb der Ortslage
| Bild                                     | Bezeichnung                              | Lage | Beschreibung | Bauzeit           | Objekt-Nr. |
| ---------------------------------------- | ---------------------------------------- | --- | --- | ----------------- | ---------- |
| weitere Bilder                           | Pfaffenberg                              | Hattenheim, Pfaffenberg 1.– 3. Teil, Rheinstraße, Reichardshausen, Hauptstraße 51 (Außerhalb der Ortslage 1) LageFlur: 12, 14, Flurstück: 200/6, 200/7, 204/3, 204/5, 263/201, 520/202, 90/4, 90/5 | Weinberg mit Mauern und Torbauten des ursprünglich zu Kloster Eberbach gehörenden Klosterhofes Reichartshausen. Mauer nach 1750 unter Abt Adolph Werner von Salmünster entstanden |                   | 119009 DDB |
| weitere Bilder                           | Leinpfad                                 | Hattenheim, Rheinwiese, Wallufer Straße, Käsbrett, Grünau (Außerhalb der Ortslage 2) LageFlur: 11, 12, 14–20, 22, 30, 31, 33, 34, 41–43, Flurstück: 82/30, 206/14, 91/2, 73/2, 74/10, 74/11, 245/12, 245/7, 99/2, 20/1, 44/1, 54/1, 7/1, 151/2, 11/2, 1/7–9, 2/10, 2/13, 2/15, 2/3, 38/1, 4/7, 4/8, 10/3, 10/4, 82/2–4, 75/1, 61/1, 14/1 | Leinpfad mit Uferbefestigungen | 1841–1884         | 119099 DDB |
| Leinpfad, Sockel des ehem. Hasselkreuzes | Leinpfad, Sockel des ehem. Hasselkreuzes | Hattenheim, Rheinwiese (Außerhalb der Ortslage 3) LageFlur: 15, Flurstück: 74/6 | Weinprobierstand |                   | 119057 DDB |
| weitere Bilder                           | Gütergrenzstein Langwerth von Simmern    | Hattenheim, Auweg 2 (Außerhalb der Ortslage 4) LageFlur: 19, Flurstück: 54/16 | Westspitze der Grünaue, jetzt auf dem Gelände der Brückenschänke |                   | 119074 DDB |
| Bild gesucht BW                          | Gütergrenzsteine                         | Hattenheim, Mannberg, Stabel, Speichweg, Speich (Außerhalb der Ortslage) LageFlur: 16, 17, Flurstück: 161/94, 162/74, 183/73, 196/97, 238/18, 66/2, 69/1, 74/1, 179/86, 240/72 | Fünf Gütergrenzsteine der Freiherrn Langwerth von Simmern |                   | 119098 DDB |
| Gefallenenehrenmal                       | Gefallenenehrenmal                       | Hattenheim, Auweg (Außerhalb der Ortslage 5) LageFlur: 19, Flurstück: 54/17 | Ehrenmal für die Gefallenen des Ersten Weltkrieges. Gedenktafeln für die Gefallenen des Zweiten Weltkrieges später zugefügt. |                   | 119116 DDB |
| weitere Bilder                           | Weinberg Mannberg                        | Hattenheim, Mannberg (Außerhalb der Ortslage 6) Lage | Teil der Gesamtanlage Alter Ortskern Hattenheim. Erwähnt ab 1281. Seit 1464 im Besitz des Weinguts Langwerth von Simmern |                   |            |
| Eberbacher Straße                        | Eberbacher Straße                        | Hattenheim, L 3320 (Außerhalb der Ortslage 7) LageFlur: 9, 16, Flurstück: 212, 133/81 | Alter Hohlweg nach Kloster Eberbach, heute L3320 |                   | 119108 DDB |
| weitere Bilder                           | Dillnetz-Kreuz                           | Hattenheim, Dillnetz (Außerhalb der Ortslage 8) LageFlur: 16, Flurstück: 65/4 | Sandsteinkreuz zwischen den Weinlagen Hassel und Nussbrunnen | um 1800           | 119056 DDB |
| Nussbrunnen                              | Nussbrunnen                              | Hattenheim, Nußbrunnen (Außerhalb der Ortslage 9) LageFlur: 16, Flurstück: 119/58 | Quellfassung in gleichnamiger Weinlage | Ende des 19. Jhs. | 118887 DDB |
| Bildstock Marienkrönung                  | Bildstock Marienkrönung                  | Hattenheim, Heiligenweg (Außerhalb der Ortslage 10) LageFlur: 17, Flurstück: 41/2 | 1995 neu errichteter Bildstock Marienkrönung. Original des Reliefs heute in der Hattenheimer Pfarrkirche St. Vincentius | 18. Jh.           | 119059 DDB |
| weitere Bilder                           | Denkmal Wilhelm Ruthe                    | Hattenheim, Mannberg (Außerhalb der Ortslage 11) LageFlur: 17, Flurstück: 176/84 | Denkmal für den Vorsitzenden der Rheingauer Weinhändlervereinigung Wilhelm Ruthe (1865–1954). |                   | 119117 DDB |
| weitere Bilder                           | Bosser Tempel                            | Hattenheim, Möhrhölzchen (Außerhalb der Ortslage 12) LageFlur: 1, Flurstück: 217/92 | Schutz- und Aussichtsturm. Erbaut 1824 auf Veranlassung der Direktion des Herzöglich Nassauischen Correctionshauses Eberbach zunächst als Holzturm und nach Brand 1825 in Ziegelmauerwerk neu errichtet. Schlussstein mit Text "Gem(einde) Hattenheim 1880" und dem Wappen von Hattenheim mit der Märtyrerpalme des Kirchenpatrons Vinzenz von Valencia. | 1825              | 119048 DDB |
| weitere Bilder                           | Kloster Eberbach (Klosterbezirk)         | Hattenheim LageFlur: 1, 2, 3, 4, Flurstück: | Weg und Brücke über den Kisselbach; Stauwehr; Bernhardus-Kapelle; Hof Geisgarten |                   | 119110 DDB |
| weitere Bilder                           | Hof Geisgarten                           | Hattenheim, Gaisgarten 1, Gaisgarten (Außerhalb der Ortslage) LageFlur: 3, Flurstück: 10, 12/1, 12/4 | |                   | 119020 DDB |
| weitere Bilder                           | Bernhardus-Kapelle                       | Hattenheim, Bernharduskapelle (Außerhalb der Ortslage) LageFlur: 4, Flurstück: 65/7 | |                   | 119062 DDB |
| Brücke über den Kisselbach               | Weg und Brücke über den Kisselbach       | Hattenheim, Schuberg (Außerhalb der Ortslage) LageFlur: 3, Flurstück: 7 | |                   | 119047 DDB |
| Stauwehr beim Kloster Eberbach           | Stauwehr                                 | Hattenheim, Küchenwald (Außerhalb der Ortslage) LageFlur: 4, Flurstück: 1 | |                   | 227225 DDB |
| weitere Bilder                           | Kloster Eberbach (Sachgesamtheit)        | Gemarkung Hattenheim LageFlur: 2, 3, 4, Flurstück: | Ehemaliges Zisterzienserkloster. Zählt mit seinen romanischen und frühgotischen Bauten zu den bedeutendsten Kunstdenkmälern Deutschlands. |                   | 118845 DDB |
| weitere Bilder                           | Domäne Neuhof                            | Hattenheim, Außerhalb der Ortslage LageFlur: 5, 7, Flurstück: 15/1, 32, 33, 76, 9/1 | Grangie des Klosters Eberbach, gegründet zwischen 1163 und 1178 |                   | 119018 DDB |
| weitere Bilder                           | Domäne Steinberg (Staatsweingut)         | Hattenheim, Domäne Steinberg 1, Domäne Steinberg 2 (Außerhalb der Ortslage) LageFlur: 5, Flurstück: 14/6, 14/8 | Gebäude der Rebveredelung, Wohnhaus sowie Schmiedehaus der ehemaligen preußischen Domäne Steinberg von 1907, seit 2008 Betriebszentrale der Hessische Staatsweingüter Kloster Eberbach |                   | 119019 DDB |
| weitere Bilder                           | Steinberg (Sachgesamtheit)               | Hattenheim, Steinberg, Steinbergswiese (Außerhalb der Ortslage) LageFlur: 5, Flurstück: 3/1, 58/2, 59/3, 59/4, 60/3–5 | Weinberg seit dem 12. Jh. durch die Mönche von Kloster Eberbach erschlossen. Mauer 1761–1766 durch Abt Adolph Werner von Salmünster errichtet. |                   | 119017 DDB |